# (22422) Kenmount Hill
(22422) Kenmount Hill est un astéroïde de la ceinture principale.

## Description
(22422) Kenmount Hill est un astéroïde de la ceinture principale. Il fut découvert le 16 décembre 1995 à Kitt Peak par le projet Spacewatch. Il présente une orbite caractérisée par un demi-grand axe de 2,14 UA, une excentricité de 6,4 et une inclinaison de 78,2° par rapport à l'écliptique.